# (464309) 2016 AX103
(464309) 2016 AX103 es un asteroide perteneciente al cinturón de asteroides, descubierto el 4 de diciembre de 2005 por el equipo Spacewatch desde el Observatorio Nacional de Kitt Peak (Arizona, Estados Unidos).